# 달콤한 정보쇼 꿀단지
《달콤한 정보쇼 꿀단지》는 JTBC의 교양 프로그램이다. 영양가 높은 고농축 꿀 정보만을 담은 프리미엄 생활 정보 프로그램이다.

## 방송 시간
- 2014년 3월 28일 ~ 2015년 2월 27일: 금요일 오전 9시 10분 ~

### 진행mc
- 1대 장성규, 박은지, 이성미 : 2014년 3월 28일 ~ 2015년 2월 27일